# 惠安号训练舰
惠安号训练舰是中国的一艘训练舰，原本為第二次世界大战日本制造的日振型海防艦（甲型）“四阪”號。
“四阪”為日立櫻島造船廠建造於1944年12月15日完成，1947年7月6日在上海移交國民政府，字號“接4”命名“惠安”。
惠安艦於1949年4月23日長江突圍之役由艦長吳建安中校帶領投共，28日被國軍空軍派機炸沉於燕子磯，後於1953年12月24日為中国航務工程總局第二工程隊撈起送上海整修，1955年重新武裝成為中华人民共和国海军之護衛艦，仍名“惠安”。
1982年將火砲換裝為三門100厘米砲，四門37厘米砲。惠安艦後成為中国海军唯一的一艘訓練艦，直到1990年新的鄭和號訓練艦服役後方才退役。目前北京軍事博物馆有一艘惠安艦的模型。